# MCMXC a.D.
MCMXC a.D. (1990 en números romanos, con la abreviación de Anno Domini) es el álbum de estudio debut del proyecto musical alemán Enigma, liderado por el músico rumano-alemán Michael Cretu. Virgin Records lanzó el álbum en Europa el 3 de diciembre de 1990, y Charisma Records hizo lo propio en Estados Unidos el 12 de febrero de 1991. Cretu se fascinó con la idea de mezclar sonidos arcaicos con música moderna tras producir la canción «Everlasting Love» de la cantante pop alemana Sandra, en la que experimentó con cantos gregorianos. Tras casarse con Sandra en 1988, desarrolló el concepto del proyecto musical Enigma y grabó el álbum durante ocho meses en 1990 en los estudios A.R.T.
MCMXC a.D. combina música new age con ritmos de baile, y mezcla temas de religión y canto gregoriano con sexualidad, lo que recibió críticas generalmente positivas de los expertos en música. Cretu utilizó cantos gregorianos de grabaciones realizadas por Capella Antiqua München, lo que llevó al sello de este coro con sede en Múnich, Polydor Germany, a demandarlo por infringir su «derecho de personalidad». Ambos resolvieron el caso después de que Cretu aceptara pagar una compensación.
Comercialmente, MCMXC a.D. logró un éxito mundial al alcanzar el top 10 en las listas de éxitos de 10 países, incluido el sexto lugar en Estados Unidos, donde permaneció en el Billboard 200 durante más de cinco años. La Asociación de la Industria Discográfica de América (RIAA) le otorgó la certificación de cuádruple platino. Cretu lanzó cuatro sencillos del álbum: «Sadeness (Part I)», «Mea Culpa (Part II)», «Principles of Lust» y «The Rivers of Belief». El sencillo principal lideró las listas de éxitos a nivel mundial.

## Antecedentes y lanzamiento
En 1987, Michael Cretu trabajó con Sandra en su canción «Everlasting Love». Mientras colaboraban, Cretu experimentó con cantos gregorianos, los cuales incluyó al inicio de la canción. Este enfoque despertó su fascinación por incorporar sonidos arcaicos en canciones contemporáneas. En 1988, tras casarse con Sandra, concibió la idea de un proyecto musical new age, que más tarde se conocería como «Enigma».Cretu grabó MCMXC a.D. en 1990 durante ocho meses en los estudios A.R.T., su estudio ubicado en la isla española de Ibiza. Concibió el álbum como una única canción continua y expresó su filosofía al crearlo: «Contrario a la filosofía habitual de las compañías discográficas, la gente tiene la mente abierta y está hambrienta de algo único». Produjo el álbum con la colaboración creativa de Frank Peterson y Fabrice Cuitad.
La primera canción que grabó para el álbum fue «Sadeness (Part I)». Después de terminarla, Michael comentó a Sandra: «Esto será un éxito enorme o nada en absoluto». Lanzaron el sencillo el 1 de octubre de 1990. Michael deseaba mantener el anonimato y no quería que el sencillo se promocionara activamente, creyendo que no era importante que los consumidores supieran quién era el productor y que debían comprar la música por su contenido. Por esta razón, utilizó el seudónimo Curly M.C., mientras que Peterson se acreditó como F. Gregorian y Cuitad como David Fairstein. Virgin Records limitó la promoción del sencillo a la radio y las discotecas. A pesar de la escasa promoción, «Sadeness (Part I)» se convirtió en un éxito internacional y alcanzó el número uno en Alemania más rápido que cualquier otro lanzamiento previo, incluso antes de que completaran su videoclip.
MCMXC a.D. salió al mercado en Europa el 3 de diciembre de 1990 bajo Virgin Records, y en Estados Unidos el 12 de febrero de 1991 bajo Charisma Records. Cretu continuó manteniendo su anonimato, confiando en que los consumidores adquirirían el álbum por la música. En los créditos del álbum, los tres productores usaron los mismos seudónimos que en «Sadeness (Part I)»: Cretu como Curly M.C., Peterson como F. Gregorian y Cuitad como David Fairstein.

## Tema
El tema principal que trataba MCMXC a.D. se podía interpretar como una lucha que una persona encaraba en la vida entre la religión y la sexualidad. El primer sencillo del álbum —«Sadeness (Part I)»— cuestionaba las creencias personales del Marqués de Sade, que tenía predilección por la tortura como fuente de placer. Otros temas que aparecieron en el álbum estaban basados en las creencias cristianas y en el Juicio Final descrito en el Apocalipsis bíblico.

## Descripción del contenido musical
MCMXC a.D. empezaba con el dulce sonido de una sirena de barco que sería conocida después musicalmente como el «cuerno de Enigma», y la voz de Louisa Stanley (ejecutiva de Virgin Records en aquel tiempo) dándonos la bienvenida en «The Voice of Enigma» a lo que sería la música de Enigma. Le seguía el canto gregoriano «Procedamus in pace!», que introducía el primer movimiento dividido en tres partes que conformaban «Principles of Lust». La primera parte, «Sadeness», recibió especial atención por su manera única de mezclar cantos gregorianos al son de un ritmo bailable. Triángulos y flautas shakuhachi sintetizadas fueron añadidas a los suspiros y la música vocal en francés de la esposa de Michael Cretu, Sandra. La canción terminaba introduciéndose en «Find Love», donde Sandra instruía a los oyentes a seguirla en su lujuria. Cantos revertidos señalaban el comienzo de «Sadeness (reprise)», continuando con una pieza corta al piano, basada en la anterior melodía de la flauta shakuhachi. La flauta reconvertida en cantos de «Hosanna» traía gradualmente el fin del movimiento. 
La siguiente canción, «Callas Went Away», era un tributo a la cantante de ópera Maria Callas. Sonidos electrónicos de cantos de pájaros al comienzo, mezclado con un ritmo lento y sonidos de piano, llevaban a los susurros de Sandra, y terminaban con algunos samples de Callas cantando el aria «Ces lettres, ces lettres», de la ópera Werther, de Massenet.
En «Mea Culpa», el canto «Kyrie Eleison» aparecía de forma predominante, al lado de las voces de Sandra y la misma flauta shakuhachi. Acababa introduciéndose en el tema experimental «The Voice and the Snake», que estaba basado en «Seven Bowls», la canción de Aphrodite's Child del álbum 666 (The Apocalypse of John, 13/18) en el cual un grupo de gente describía el fin del mundo de una manera inquietante, tal como se mencionaba en el Apocalipsis bíblico. 
El sonido de un cuenco que cae al suelo y se rompe enlazaba directamente con «Knocking on Forbidden Doors», donde la base rítmica al inicio del tema se hacía asemejar a la llamada a una puerta, antes de que la canción progresase a un ritmo más rápido. Entraba un fraseo de guitarra para dar paso después a más cantos gregorianos, esta vez, una parte de «Salve, Regina», que terminaba enlazando con la siguiente canción. 
El segundo movimiento en tres partes en el álbum, «Back to the Rivers of Belief», empezaba lentamente con las cinco notas musicales de John Williams usadas en la película Close Encounters of the Third Kind de Steven Spielberg, siguiéndole unos apacibles cantos gregorianos en la primera parte del movimiento, «Way to Eternity». La misma base rítmica de «Sadeness» entraba al comienzo de «Hallelujah», acompañado de  sonidos de violonchelo. El triángulo y las voces de la primera canción del álbum reaparecieron y se repetían en ésta. Se apreciaba un cierto estilo arabizante en la música, que introducía el siguiente tema, «The Rivers of Belief», el único del álbum cantado por Michael Cretu. Alcanzado el estribillo en esta canción, la música se detenía completamente, y una voz masculina desconocida entonaba el Apocalipsis 8:1: «When the Lamb opened the Seventh Seal, silence covered the sky» («Cuando el Cordero abrió el Séptimo Sello, el silencio cubrió el cielo»). Esta frase estaba sampleada del álbum 666 (The Apocalypse of John, 13/18) de Aphrodite's Child (la voz era de John Forst). La canción continuaba con la flauta shakuhachi y la voz de Cretu. El álbum terminaba con el efecto sonoro de estrellas cayentes y el «cuerno de Enigma».

## Impacto deMCMXC a.D.
El álbum fue mentado como uno de los álbumes más importantes e influyentes en la corriente principal de la música New Age. No sólo popularizó el estilo de música «enigmática», sino que también introdujo algunos cambios técnicos en la producción musical. Con MCMXC a.D., Michael Cretu había desarrollado las características técnicas e intenciones del sampling. Aunque el sampling se encontraban en uso desde hacía mucho antes (introducido por músicos como Jean-Michel Jarre, Klaus Schulze y otros), Cretu construyó su propia música en torno a secuencias completas de piezas grabadas previamente. Su método no fue el remezclado y la remodelación, sino más bien la recontextualización: cambiando el ambiente natural de una pieza de música. Un nuevo método de composición y proceso de creación de un álbum que fue adoptado principalmente por los artistas de hip hop, así como los productores de música electrónica. Fue uno de los primeros álbumes que se registraron directamente en disco duro. MCMXC a.D. fue uno de los primeros pasos en una serie de desarrollos que erradicaron la división entre cultura popular y underground.
La controversia rodeó a la música de este álbum por su temática religiosa y sexual, particularmente con los tres primeros sencillos sacados de dicho álbum. El videoclip de «Principles of Lust» fue censurado por la MTV y otras cadenas de televisión, las cuales tampoco estuvieron dispuestas a emitir el vídeo de «Sadeness (Part I)». El álbum mismo estaba censurado en algunos países por la misma razón, mientras algunos críticos calificaban las canciones de blasfemas. Aun así, la popularidad del álbum lo encumbró al n.º 1 en no menos de 24 países diferentes[cita requerida] en los que fue editado.
El éxito de MCMXC a.D. influenció los trabajos de B-Tribe (Fiesta Fatal!), Delerium (Semantic Spaces) e incluso de Sarah Brightman (Eden). El álbum asimismo fue el empujón definitivo para la creación de otros grupos musicales que llegaron a incluir cantos gregorianos en su música, como Era, o Gregorian (este fundado por Frank Peterson poco después de dejar de colaborar con Michael Cretu en Enigma). 
Adicionalmente, Cretu recibió un total de 1,4 millones de pre-pedidos para su siguiente álbum, The Cross of Changes, que fue lanzado incluso antes que MCMXC a.D. abandonara las listas de éxito tres años después de haberse publicado en 1990. 
En 1994, el coro muniqués Kapelle Antiqua y su discográfica, Polydor, demandó a Cretu y a la discográfica Virgin por infringir los «derechos morales» sobre sus grabaciones en el uso del sampleado para los temas «Sadeness (Part I)» y «Mea Culpa». Se llegó a un acuerdo fuera de juicio, en el que Cretu se avino a pagar la correspondiente compensación a los artistas originales del material sampleado.

## Carátula
El trabajo artístico de la carátula de MCMXC a.D. fue hecho por Johann Zambryski (fotógrafo y diseñador gráfico), quien continuaría diseñando las carátulas de los siguientes cuatro álbumes de Enigma, más la de los recopilatorios y las cubiertas de los DVD. La portada de MCMXC a.D. representaba, en una enmarcación gruesa y negra, la silueta de un monje consagrado a una luz brillante, y una cruz cristiana en la parte baja del cuadro enfatizaba la temática de las canciones del álbum.
En los créditos del álbum había varias citas:

«The path of excess leads to the tower of wisdom» («La senda del exceso lleva a la torre de la sabiduría») W. Blake

«The pleasure of satisfying a savage instinct, undomesticated by the ego, is uncomparably much more intense than the one of satisfying a tamed instinct. The reason is becoming the enemy that prevents us from a lot of possibilities of pleasure.» («El placer de satisfacer un instinto salvaje, sin domesticar por el ego, es incomparablemente mucho más intenso que el de satisfacer un instinto domesticado. La razón viene a ser la enemiga que nos previene de algunas de las posibilidades de placer.») S. Freud

«If you believe in the Light, it's because of Obscurity; if you believe in Happiness, it's because of Unhappiness; if you believe in God than you have to believe in the Devil.» («Si crees en la Luz, es debido a la Oscuridad; si crees en la Felicidad, es a causa de la Infelicidad; si crees en Dios, entonces debes de creer en el Diablo.») Padre X - exorcista. Iglesia de Notre Dame, París

## Listado de canciones

### Álbum original
1. «The Voice of Enigma» (Curly M.C.) — 2:21
2. «Principles of Lust» — 11:43
A. «Sadeness» (Curly M.C./F. Gregorian — Curly M.C./David Fairstein)
B. «Find Love» (Curly M.C.)
C. «Sadeness (reprise)» (Curly M.C./F. Gregorian - Curly M.C./David Fairstein)
3. «Callas Went Away» (Curly M.C.) — 4:27
4. «Mea Culpa» (Curly M.C. - David Fairstein) — 5:03
5. «The Voice & The Snake» (Curly M.C. - F. Gregorian) — 1:39
6. «Knocking on Forbidden Doors» (Curly M.C.) — 4:31
7. «Back to the Rivers of Belief» — 10:32
A. «Way to Eternity» (Curly M.C.)
B. «Hallelujah» (Curly M.C.)
C. «The Rivers of Belief» (Curly M.C. - David Fairstein/Curly M.C.)

### MCMXC a.D: The Limited Edition
Publicado en noviembre de 1991, incluía el listado del álbum original más cuatro nuevas remezclas: 
- «Sadeness» (Meditation) — 2:43
- «Mea Culpa» (Fading Shades) — 6:04
- «Principles of Lust» (Everlasting Lust) — 4:50
- «The Rivers of Belief» (The Returning Silence) — 7:04

### Versión con un segundo disco
Publicado en noviembre de 1999, incluía la reedición del álbum original, más seis remezclas de dos canciones del álbum en un segundo disco:
- «Sadeness (Part I)» (Meditation Mix) — 3:03
- «Sadeness (Part I)» ((Extended Trance Mix Mix) — 5:03
- «Sadeness (Part I)» (Violent U.S. Remix) — 5:04
- «Mea Culpa (Part II)» (Fading Shades Mix) — 6:15
- «Mea Culpa (Part II)» (Orthodox Version) — 4:01
- «Mea Culpa (Part II)» (Catholic Version) — 3:54

## Personal
- Michael Cretu (con el pseudónimo «Curly M.C.») – vocalista, productor
- Sandra – vocalista, voces
- David Fairstein – letrista
- Louisa Stanley – voces
- Frank Peterson (con el pseudónimo «F. Gregorian») – samples

## Posicionamiento en las listas y certificaciones
| Lista (Dic. 1990-Ene. 1991) | Posición más alta | Certificación           |
| --------------------------- | ----------------- | ----------------------- |
| Alemania                    | 3                 | 2× (BMieV: 1996)        |
| Australia                   | 2                 |                         |
| Austria                     | 3                 |                         |
| Estados Unidos              | 6                 | 4× (RIAA: mayo de 1999) |
| Europa                      | 1                 |                         |
| Francia                     | 1                 |                         |
| Italia                      | 4                 |                         |
| Noruega                     | 4                 |                         |
| Nueva Zelanda               | 2                 |                         |
| Países Bajos                | 7                 |                         |
| Reino Unido                 | 1                 | 3× (BPI: enero de 1998) |
| Suecia                      | 3                 |                         |
| Suiza                       | 2                 |                         |

| Año  | Sencillos              | Posición en las listas | Posición en las listas    | Posición en las listas  | Posición en las listas | Posición en las listas | Posición en las listas | Posición en las listas      | Posición en las listas |
| Año  | Sencillos              | Bandera de Alemania    | Bandera de Estados Unidos | Bandera del Reino Unido | Bandera de Suiza       | Bandera de Francia     | Bandera de Italia      | Bandera de los Países Bajos |                        |
| ---- | ---------------------- | ---------------------- | ------------------------- | ----------------------- | ---------------------- | ---------------------- | ---------------------- | --------------------------- | ---------------------- |
| 1990 | «Sadeness (Part I)»    | 1                      | 5                         | 1                       | 1                      | 1                      | 1                      | 1                           | 1                      |
| 1991 | «Mea Culpa (Part II)»  | 7                      | —                         | 55                      | 10                     | 4                      | 7                      | 11                          | —                      |
| 1991 | «Principles of Lust»   | 90                     | —                         | 59                      | —                      | 29                     | —                      | —                           | —                      |
| 1991 | «The Rivers of Belief» | —                      | —                         | 68                      | —                      | —                      | —                      | —                           | —                      |